# Franz-Albert Schartau
Frans-Albert Vaksal Schartau (Kristianstad, Escània, 13 de juliol de 1877 - Kävlinge, Escània, 6 de juny de 1943) va ser un tirador suec que va competir a començaments del segle xx.
El 1908 va prendre part en els Jocs Olímpics de Londres, on disputà cinc proves del programa de tir. Guanyà la medalla de plata en la prova de carrabina per equips. En la competició de pistola lliure per equips fou cinquè, en carrabina, blanc cec fou novè i divuitè en pistola lliure. No finalitzà la competició de carrabina, blanc mòbil.
Quatre anys més tard, als Jocs d'Estocolm fou divuitè en la prova de pistola ràpida individual.